# Maputo (zatoka)
Maputo (port. Baía de Maputo, dawniej Baía da Lagoa, Baía de Lourenço Marques; ang. Maputo Bay, Delagoa Bay) – zatoka w południowo-wschodniej części wybrzeża Afryki, nad Oceanem Indyjskim, u ujścia rzeki Maputo. Nad zatoką Maputo znajduje się największy mozambicki port, Maputo.
Zatokę odkrył portugalski żeglarz António de Campo, w 1502 roku. W roku 1544 kupiec Lourenço Marques badał okolice zatoki i zapuścił się w górę rzeki. Z rozkazu króla Portugalii, Jana III, zatoka została nazwana Baia de Lourenço Marques. Sam Marques prawdopodobnie nazwał ją Baía da Lagoa ("Zatoka Lagunowa"); nazwa ta została przekształcona na angielską w formie Delagoa Bay.